# Margen continental

Perfil que muestra el margen continental con sus tres partes: la plataforma continental, el talud continental y el aumento continental

Otro perfil, rotulado esta vez en inglés.

El margen continental es una de las tres zonas principales del fondo oceánico, siendo las otras dos las cuencas oceánicas profundas y las dorsales mediooceánicas. El margen continental es el área de aguas poco profundas que se encuentra cerca del continente. El margen continental consta de tres accidentes diferentes: la plataforma continental, el talud continental y la elevación continental. Los márgenes continentales constituyen aproximadamente el 28 % del área oceánica.

## Descripción
La plataforma continental es la porción del margen continental que es la transición de la costa hacia el océano. Se cree que representan el 7 % del fondo marino. El ancho de las plataformas continentales en todo el mundo varía de los 30 metros a 1500 kilómetros. Generalmente es plano y termina en la ruptura de la plataforma, donde hay un aumento importante en el ángulo de la pendiente. La pendiente media de las plataformas continentales en todo el mundo es de 0° 07’ grados, y es generalmente más empinada más cerca de la costa que cerca de la ruptura de la plataforma. En la ruptura de la plataforma comienza el talud continental, que puede tener de uno a cinco kilómetros sobre la profundidad del fondo marino. El talud continental a menudo muestra algunos accidentes mayores, los cañones submarinos. Los cañones submarinos a menudo cortan profundamente las plataformas continentales, con pendientes casi verticales, y continúan cortando la morfología a la llanura abisal. Los valles a menudo tienen forma de V, y pueden en algún momento ensancharse sobre la plataforma continental. En la base del talud continental, hay una disminución repentina de la pendiente, y el fondo marino comienza a nivelarse hacia la llanura abisal. Esta porción del fondo marino se llama elevación continental, o glacis, y marca el final del margen continental.

## Tipos
Hay dos tipos de márgenes continentales: activos y pasivos.
Los márgenes activos se asocian generalmente con los límites de las placas litosféricas. Estos márgenes activos pueden ser convergentes o transformantes, y también son lugares de alta actividad tectónica, incluidos volcanes y terremotos. La costa Oeste de los Estados Unidos y de América del Sur son márgenes activos. Los márgenes continentales activos son habitualmente estrechos desde la costa hasta la ruptura de la plataforma, con descensos empinados en fosas. Los márgenes activos convergentes ocurren en el lugar donde las placas oceánicas se encuentran con las placas continentales. La placa oceánica, más densa, se subduce debajo de la placa continental, menos densa. Los márgenes activos convergentes son el tipo más común de margen activo. Los márgenes activos de transformación son más raros y ocurren cuando una placa oceánica y una placa continental se desplazan paralelas entre sí, pero en direcciones opuestas. Estos márgenes de transformación a menudo se caracterizan por muchas fallas en alta mar, lo que causa un alto grado de relieve en alta mar, marcado por islas, bancos poco profundos y cuencas profundas. Esto se conoce como la frontera continental.
Los márgenes pasivos a menudo se encuentran en el interior de las placas litosféricas, lejos de los límites de las placas, y carecen de actividad tectónica importante. A menudo se enfrentan a las dorsales mediooceánicas. La costa Este de los Estados Unidos es un ejemplo de margen pasivo. Estos márgenes son mucho más amplios y menos inclinados que los márgenes activos.

## Acumulación de sedimentos
A medida que la corteza continental se degrada y erosiona, se descompone principalmente en arenas y arcillas. Muchas de esas partículas terminan en arroyos y ríos que luego se vierten en el océano. De todo el sedimento en la carga de la corriente, el 80 % queda atrapado y disperso en los márgenes continentales. Si bien el sedimento de los ríos modernos a menudo aún se conserva cerca de la costa, las plataformas continentales muestran altos niveles de sedimentos glaciales y relictos, depositados cuando el nivel del mar estaba bajo. A menudo, en los márgenes pasivos, se encuentran varios kilómetros de sedimentos, que consisten en depósitos terrígenos y carbonatados (biógenos). Estos depósitos de sedimentos a menudo son útiles en el estudio de la paleoceanografía y la formación original de las cuencas oceánicas. Estos depósitos a menudo no se conservan bien en las plataformas de margen activo debido a la actividad tectónica.

## Importancia económica
Económicamente, la plataforma continental es la parte del océano económicamente más valiosa. A menudo es la porción más productiva del margen continental, así como la porción más estudiada, debido a sus relativamente poco profundas,y accesibles, profundidades.
Debido al aumento de la perforaciones en alta mar, la minería y las limitaciones de la pesquerías fuera de la plataforma continental, se estableció la Convención de las Naciones Unidas sobre el Derecho del Mar (United Nations Convention on the Law of the Sea). El borde del margen continental es un criterio para el límite de los reclamaciones internacionalmente reconocidas a los recursos submarinos por parte de los países en la definición de «plataforma continental» por la Convención de las Naciones Unidas sobre el Derecho del Mar (aunque en la definición de la ONU la «plataforma continental legal» puede extenderse más allá de la plataforma continental geomorfológica y viceversa). Tales recursos incluyen caladeros pesqueros, acumulaciones de petróleo y gas, arena, grava y algunos minerales pesados en las áreas menos profundas del margen. Se cree que también habría recursos minerales metálicos asociados con ciertos márgenes activos, y de gran valor.

La plataforma continental de un Estado ribereño comprende el lecho y el subsuelo de las áreas submarinas que se extienden más allá de su mar territorial y a todo lo largo de la prolongación natural de su territorio hasta el borde exterior del margen continental, o bien hasta una distancia de 200 millas marinas contadas desde las líneas de base a partir de las cuales se mide la anchura del mar territorial, en los casos en que el borde exterior del margen continental no llegue a esa distancia.
Artículo 76.1 f de la Convención sobre el Derecho del Mar (1982)